# Гонебискари
Гонебискари (груз. გონებისკარი, ранее носило названия Гомебис Кари и Карискуре) — село в Озургетском муниципалитете, край Гурия. В селе в 1868 году родился революционер и советский партийный деятель Филипп Махарадзе.